# La hostería del caballito blanco
La hostería del caballito blanco es una película de Argentina en blanco y negro dirigida por Benito Perojo sobre el guion de Juan Carlos Muello según la adaptación de Alejandro Verbitsky y Emilio Villalba Welsh de la opereta homónima de Ralph Benatzky y Robert Stolz que se estrenó el 15 de abril de 1948 y que tuvo como protagonistas a Elisa Christian Galvé, Juan Carlos Thorry, Tilda Thamar, Héctor Calcaño, Osvaldo Miranda y Susana Canales.

## Sinopsis
Un cantante famoso se enamora de la dueña de una hostería donde está empleado de incógnito.

## Reparto
- Alfredo Alaria
- María Aurelia Bisutti
- Héctor Calcaño
- Susana Canales
- Max Citelli
- Tito Climent
- María Ferez
- Elisa Galvé
- Hedy Krilla
- Mecha López
- Nelly Meden
- Osvaldo Miranda
- Hilda Muller
- Raimundo Pastore
- Héctor Quintanilla
- Santiago Rebull
- Tilda Thamar
- Juan Carlos Thorry

## Comentarios
Calki opinó:

”Sin aprovechar del todo el rico material puesto a su servicio, Benito Perojo dirige la película con sentido de la amplitud del espectáculo y no de sus matices…esta opereta vienesa, en salsa criolla, pierde su sabor y su tono con el trasplante.”

Por su parte Manrupe y Portela escriben :

”Opereta filmada sólo para que Perojo gaste mucho dinero. Otro híbrido pensado para un hipotético mercado internacional que hasta incluye un ballet acuático.”